# Дечје одељење Библиотеке града Београда
Дечје одељење Библиотеке града Београда део је Одељења посебних фондова Библиотеке града Београда и састоји се од два физички одвојена објекта (Библиотека „Чика Јова Змај“, у Змај Јовиној бр. 1 на међуспрату, и Библиотека „Невен“, на првом спрату Дома синдиката. Највећи број чланова чине деца предшколског узраста, а у библиотекама се одржава велики број културних, едукативних и забавних програма намењних деци и младима до 18 година старости.

## Историјат
Дечје одељење Библиотеке града Београда је прво дечје одељење у Краљевини Југославији. Основано је заједно са првом јавном библиотеком 11. јануара 1931. године. Годину и по дана пошто је Суд Општине града Београда донео решење о формирању јавне централне књижнице, свечано су освећени Библиотека и Музеј Општине града Београда. Београд добија модерну градску библиотеку. За библиотекара прве јавне библиотеке постављена је Марија Илић Агапова, која је издвојила фонд књига за децу и омладину и основала Дечју читаоницу Општинске библиотеке, основавши је на стручним принципима по угледу на дечја одељења у Европи и свету. Др Марија Илић Агапова писала је о методу рада са децом и истакла потребу да се деца упућују да заволе читање. Општина је у закуп узела други спрат зграде у Улици краља Петра број 26, где је било места за фонд и две велике читаонице, од којих је једна Дечја читаоница. Читаонице је радила од 9 до 12 часова. Постојале су две врсте чланских карата: за изношење књига и за коришћење књига у читаоници. Фонд су чиниле углавном домаћа оригинална и преводна књижевност, али и књиге на страним језицима. Све књиге делиле су се на четири групе: стручна дела, књижевност, уџбеници и књиге о дечјој литератури. По језицима дечја књижевност се делила на: југословенску са преводима; руску, са књигама других словенских народа; немачку и француску. Према старости деце књиге су се делиле на:сликовнице за децу од 4 до 7 година, басне и бајке за децу од 8 до 10, књиге са причама, авантуристички романи и епови за децу од 10 до 12 година и романтичне књиге за децу преко 12 година. Приликом отварања библиотека је имала 300 књига. Прве, 1931. године уписало се 629 деце, а у првих шест година уписало се 2000 деце. Приступ књигама био је слободан. а Дечју читаоницу водио је посебан библиотекар.
Изложбе књига биле су сталне са циљем рекламирања и пропагирања читања. Приликом отварања Библиотеке приређена је прва таква изложба у Дечјој читаоници, на којој су поред књига биле изложене и слике и дечје играчке, а и касније су ту приређиване изложбе за најмлађе.
Дечја села (Мала и Велика), понекад названа и поселима, била су редован програм, одржаван сваког петка од 16 до 18 часова Деца су на Малим селима упознавала најзначајнија дела из дечје књижевности, музике, историје, географије, развоја градова, посебно Београда, а онда су се певале песме и училе игре. Одржавани су и часови прича. На селима су приређиване и томболе на којима су се добијале књиге са порукамо о љубави према Београду. Села је водила Надежда Басуровић, билиотекарка Дечје читаонице. Марија Илић Агапова истицала је да је у „првој дечјој библиотеци“ одржано „Дечје село – час прича и филмсикх слика“
Конкурси у дечјој читаоници за најлепшу књигу били су начин ширења љубави према књизи. На селима децу су одговарала писмено на листу питања о прочитаној књизи, а потом се гласало. Књигу би добио онај учесник који би најбоље доказао вредност прочитане књиге.
Дечје зидне новине, прве новине ове врсте покренуте су у Библиотеци и Музеју. Изадвали су их и писали највренији чланови Дечје читаонице, а писали су о књигама, библиотеци, путописе, догађаје из школе, скице из свог живота.(Први број појавио се 14.2.1933. године.)
1932/1933. 
Крајем године Библиотека и Музеј пресељени су привремено у Косовску бр. 39, а отворени 11.1.1933. Дечја читаоница смештена је на трећем спрату зграде. 
1934. 
Марија Илић Агапова, свесна важности стручног образовања библиотечког кадра и оспособљавања за рад са децом, оганизовала је двомесечни курс који се састојао из три дела: Теоретског, Практичног и дела О дечјој психологији. Курс је похађало 39 ученика, студената и службеника Библиотеке.
1935. 
Библиотека и Музеј селе се у стару породичну кућу породице Вучо у Улици кнегиње Љубице бр. 1 (данас Змај Јовина 1). На другом спрату зграде биле су смештене Дечја и Омладинска читаоница и Редакција „Зидних новина“, на чијим зидовима су били портрети деце која су учествовала у раду Билиотеке, као и портрет Чика Јове Змаја.
1936.
Отворена је Читаоница за омладину или Омладинска библиотека, смештена у посебној соби, радила је сваког радног дана од 13 до 18 часова.
1940.
Отворен је Градски културни дом у Улици кнегиње Љубице 1. Већ коришћен простор за Библиотеку, реновиран је, адаптиран и оспособљен само за културне установе. Дечја и Омладинска читаоница имале су 3000 књига. Да би се књиге приближиле деци одлучено је да се набаве уџбеници за сиромашну децу, а да се каталози Библиотеке доставе свим београдским школама и да им се повремено помоћу библиобуса доставља 50-60 књига. Ове године уписало се у библиотеку 654 омладинаца и 35 деце. 
1941.
Немачко бомбардовање озбиљно је оштетило Библиотеку. Зграда би изгорела да није било пожртвованог домара Милорада Милосављевића. Билиотека за одрасле и децу у рату је изгибила 4226 књига. У згради су током рата неко време боравили немачки војници.
1957.
У Дому синдиката 1. априла отвара се Дечја библиотека „Невен“. Старије Дечје одељење број један добило је назив „Чика Јова Змај“.

2002. 
Дечје одељење „Чика Јова Змај“ премешта се из Змај Јовине улице бр. 1 у Хиландарску 7, у стару кућу писца и лекара Лазе К. Лазаревића.
2018.
Дечје одељење „Чика Јова Змај“, враћа се у Змај Јовину бр 1, на међуспрат.

### Фондови
Савремено Дечје одељење Библиотеке града Беогарда има фондове:сликовница, дечје белетристике, основношколске и средњошколске лектире, фонд популарних наука (стручна литература), референсни фонд, књиге на страним језицима, фонд старе и ретке књиге, класичне књижевности, стрипова, дискова за звучну и визуелну пројекцију.

### Програми
У Дечјем одељењу одржавају се креативне и едукативне радионице намењене деци и младима до 18 година, а реализују се у сарадњи са библиотекарима и наставницима основних, средњих и музичких школа, као и са издавачким кућама и писцима. Сваке године поводом 2. априла, Међународног дана дечје књиге, организује се литерарни (и ликовни) конкурс на коме учествују ученици основних школа из Србије и дијаспоре, а награде се традиционално додељују на сам дан, 2. април, рођендан Х. К. Андерсена.